# Eleonore von Montfort

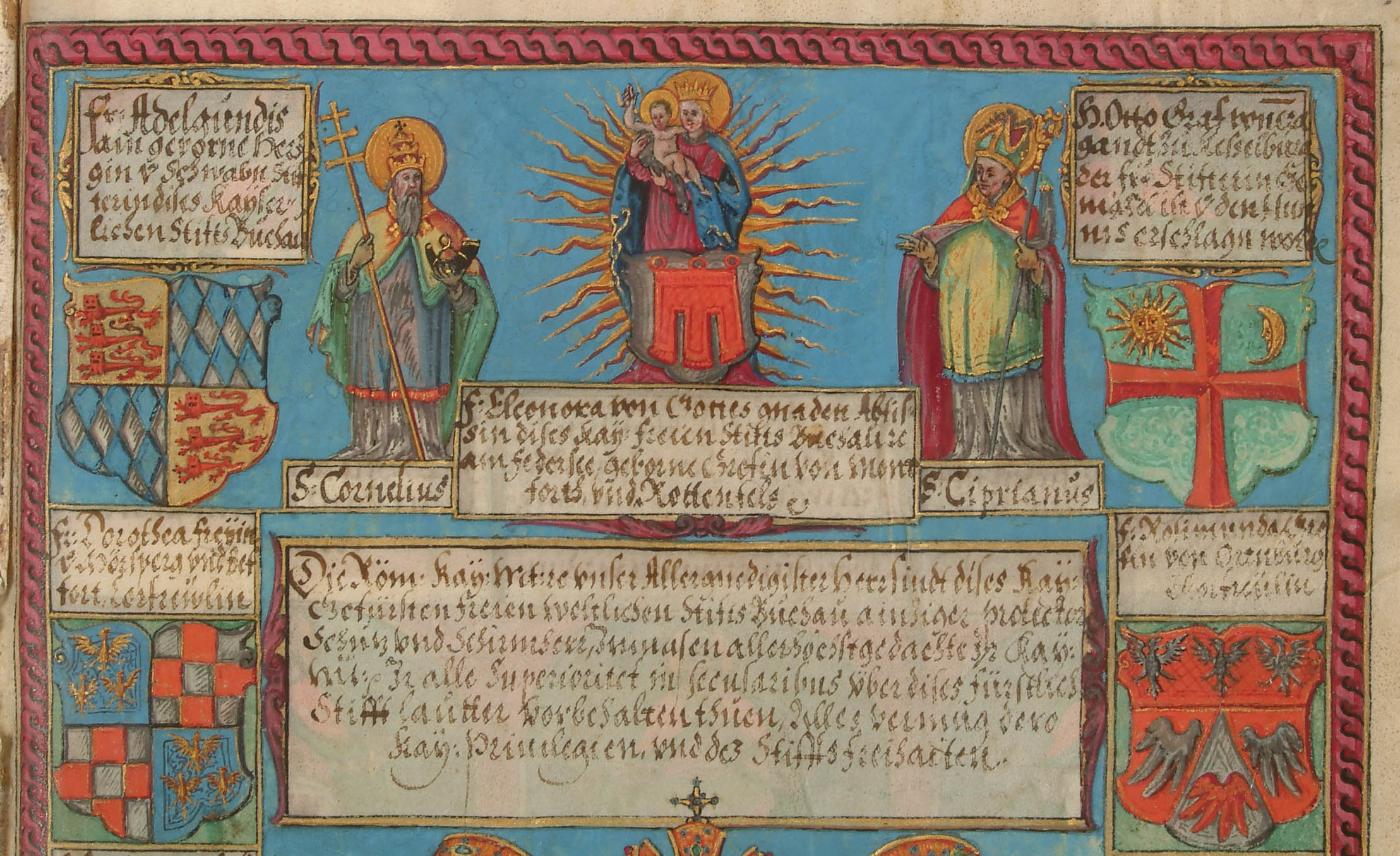
Wappen der Eleonore von Montfort (oben Mitte) auf dem Titelblatt des ersten Repertoriums des Stiftarchivs des adeligen Damenstifts Buchau, 1605 vom Stiftsekretär Gabriel Leuthold verfasst

Eleonore von Montfort († 24. Mai 1610) war eine Äbtissin des freiweltlichen Damenstifts Buchau im heutigen Bad Buchau am Federsee.

## Leben
Eleonore war die Tochter von Hugo von Montfort und Magdalena von Schwarzenberg. Ihre Tante Margarete von Montfort, eine Schwester ihres Vaters, war von 1540 bis 1556 Fürstäbtissin des Stiftes. Sie wurde am 21. Juli 1594 vom Kapitel zur Äbtissin gewählt. Im gleichen Jahr verglich sie sich mit der Gemeinde Tiefenbach hinsichtlich der Stiftsgüter. Während ihrer weiteren Regierungszeit tätigte sie die üblichen Amtshandlungen einer Äbtissin. Im Jahre 1605 bestimmte sie einen Jahrtag auf den 25. Mai des jeweiligen Jahres.
Sie starb am 24. Mai 1610.